# Pavle
Pavle je moško osebno ime.

## Izvor imena
Ime Pavle je različica imena Pavel.

## Pogostost imena
Po podatkih Statističnega urada Republike Slovenije je bilo na dan 31. decembra 2007 v Sloveniji število moških oseb z imenom Pavle: 257. Med vsemi moškimi imeni pa je ime Pavel po pogostosti uporabe uvrščeno na 355. mesto.

## Osebni praznik
V koledarju je ime Pavle skupaj z imemom Pavel.